# Kapazitiver Feldänderungsmelder
Kapazitive Feldänderungsmelder sind eine Sicherheitstechnologie, die zur Überwachung und Sicherung von Einzelobjekten eingesetzt wird. Sie nutzen elektrische Felder, um Annäherungen oder Manipulationen zu detektieren und lösen bei unerlaubtem Zugriff Alarme aus. Diese Technologie wird insbesondere zur Sicherung von Wertschutzschränken, Kunstwerken und Sicherheitsbereichen verwendet.

## Funktionsweise
Kapazitive Feldänderungsmelder arbeiten auf der Basis eines elektrischen Feldes, das zwischen einem Objekt (z. B. einem Wertschutzschrank) und dem Erdpotential aufgebaut wird. Sobald sich ein Körper oder Gegenstand dem überwachten Bereich nähert oder diesen berührt, verändert sich die Kapazität des Feldes, was zur Auslösung eines Alarms führt.

## Anwendungsbereiche

### Sicherung von Wertschutzschränken
Kapazitive Feldänderungsmelder werden häufig zur Sicherung von Wertschutzschränken verwendet. Dies ist insbesondere in sensiblen Bereichen erforderlich, wie z. B.:
- Apotheken und medizinische Einrichtungen: Schutz von Betäubungsmitteln, insbesondere im Zuge der Cannabis-Legalisierung.[2]
- Banken und Finanzinstitute: Überwachung von Tresoren und Schließfächern.
- Juweliergeschäfte: Schutz von hochwertigen Wertgegenständen und Schmuckstücken.

### Museen und Galerien
Kapazitive Feldänderungsmelder werden zur Sicherung wertvoller Kunstwerke eingesetzt. Durch den Einsatz spezialisierter Sensoren kann ein unsichtbares Schutzfeld um Bilder oder Skulpturen entstehen, um unbefugten Zugriff oder Manipulationen zu verhindern. Ein Beispiel hierfür ist der Cx-16-Melder, der mehrere Sensorflächen unabhängig voneinander steuern kann.

### IT- und Rechenzentren
In Rechenzentren und Serverräumen schützen Feldänderungsmelder sensible Daten vor unbefugtem Zugriff. Die Sensorik kann in Wänden oder Böden als Durchbruchsicherung oder Fallenmelder integriert werden, um eine lückenlose Überwachung zu gewährleisten.

### Logistik, JVA und Industrie
- Lagerhäuser, JVA und Logistikzentren: Überwachung von Hochsicherheitsbereichen, um Diebstahl und unbefugten Zutritt oder Ausbruch zu verhindern.
- Gittersicherung: Durch spezielle Signalverarbeitung können kapazitive Sensoren auch zur Absicherung von Sicherungsgittern verwendet werden, ohne durch Umwelteinflüsse beeinträchtigt zu werden.